# ドミトリー・ヤング
ドミトリー・デル・ヤング（Dmitri Dell Young , 1973年10月11日 - ）は元メジャーリーガー。ポジションは一塁手または指名打者であった。右投両打。ニックネームは"Da Meat Hook"。
デルモン・ヤングは実弟。ドミトリーは1996年8月29日にメジャーデビュー。10年後の同日に弟のデルモンもメジャーデビューしている。父のラリー・ヤングは、アフリカ系アメリカ人最初のF-14戦闘機操縦士の一人で、現在はデルタ航空でパイロットをしている。
尚、ドミトリー（1991年・セントルイス・カーディナルス1巡目・全体4位）とデルモン（2003年タンパベイ・デビルレイズ1巡目・全米1位）のヤング兄弟はB.J（2002年ドラフト・タンパベイ・デビルレイズ1巡目・全体2位）とジャスティン（2005年ドラフト・アリゾナ・ダイヤモンドバックス1巡目・全体1位）のアップトン兄弟に抜かれるまで2人の全米指名順位の合計が最も少ない兄弟だった。

## 経歴
1991年、セントルイス・カージナルスからドラフト1巡目（全体4番目）で指名され契約。1996年8月29日にメジャーデビュー。1997年には110試合に出場し、打率.258を記録。シーズン終了後にシンシナティ・レッズに移籍。レッズでは外野手・一塁手としてプレーし、4年連続で打率3割以上を記録した。1998年はリーグ2位の48二塁打を記録した。
2001年シーズン終了後にフアン・エンカーナシオンら2人とのトレードでデトロイト・タイガースに移籍。2002年は4月に故障者リスト入りとなったが、5月14日に復帰を果たし、5月17日から6月5日にかけて自己最長タイとなる18試合連続安打を記録したが、6月は打率が.195と2割を下回った。7月5日の試合を最後にシーズンを終え、54試合の出場に終わり、打率は.284と5年ぶりに3割を下回った。
2003年は4月までの打率が.173だったが、5月の打率は.355で、5月6日のオリオールズ戦では2三塁打・2本塁打を含む計5安打を記録。メジャー史上1試合で「2三塁打・2本塁打」を達成したのは他にウィリー・メイズ（1958年）、ルー・フォンセカ（1929年）、ルー・ゲーリッグ（1928年）の3人しかいない。オールスターにも初選出された（出場はせず）。自己最高の29本塁打を記録し、打率.297、85打点を記録し、チーム3冠となった。　
2005年シーズン開幕戦のカンザスシティ・ロイヤルズ戦では3本塁打を記録（開幕戦3本塁打はジョージ・ベル、タフィー・ローズに次ぐ史上3人目）。本塁打が出にくい球場として知られるコメリカ・パークでの達成だった。同年11月27日にはデトロイトで開催されたプロレス団体WWEのサバイバー・シリーズに、エッジ、リタと共にトークショーに出演した。しかし2006年はアルコール依存症の影響でわずか48試合の出場に終わり、デトロイト・タイガースから解雇された。
2007年3月、一塁手ニック・ジョンソンを故障で欠いたワシントン・ナショナルズから春季キャンプに招待され結果を残し、開幕メジャー入りを果たした。オールスター前までにリーグ3位の打率.340を記録する活躍を見せ、4年ぶり2回目のオールスターに選出。9回裏2アウトの場面で代打で出場し、オールスター初打席でヒットを打った。7月28日に球団と2年総額1,000万ドルで契約延長。シーズン通算で打率.320、13本塁打、74打点と活躍し、カムバック賞を受賞した。
これ以降は糖尿病に苦しみ、2009年シーズンはメジャーに昇格することなく同年末にナショナルズを退団した。
2010年からは独立リーグフロンティア・リーグのオークランドカウンティ・クルーザーズのコーチを務めるもチームがこの年をもって活動を停止した。
この頃から減量と健康の為にヴィーガンとなった。
2011年にクーパーズタウンで開催されたオールドタイマーズ・ゲームでMVPとなった。
これを機に現役復帰に意欲を示し、2012年2月にはピッツバーグ・パイレーツが興味を持ったことで入団テストを行った。しかし、契約には至らなかった。

## 詳細情報

### 年度別打撃成績 (MLB)
| 年 度      | 球 団      | 試 合 | 打 席 | 打 数 | 得 点 | 安 打 | 二 塁 打 | 三 塁 打 | 本 塁 打 | 塁 打 | 打 点 | 盗 塁 | 盗 塁 死 | 犠 打 | 犠 飛 | 四 球 | 敬 遠 | 死 球 | 三 振 | 併 殺 打 | 打 率 | 出 塁 率 | 長 打 率 | O P S |
| ---------- | ---------- | ----- | ----- | ----- | ----- | ----- | -------- | -------- | -------- | ----- | ----- | ----- | -------- | ----- | ----- | ----- | ----- | ----- | ----- | -------- | ----- | -------- | -------- | ----- |
| 1996       | STL        | 16    | 34    | 29    | 3     | 7     | 0        | 0        | 0        | 7     | 2     | 0     | 1        | 0     | 0     | 4     | 0     | 1     | 5     | 1        | .241  | .353     | .241     | .594  |
| 1997       | STL        | 110   | 377   | 333   | 38    | 86    | 14       | 3        | 5        | 121   | 34    | 6     | 5        | 1     | 3     | 38    | 3     | 2     | 63    | 8        | .258  | .335     | .363     | .698  |
| 1998       | CIN        | 144   | 590   | 536   | 81    | 166   | 48       | 1        | 14       | 258   | 83    | 2     | 4        | 0     | 5     | 47    | 4     | 2     | 94    | 16       | .310  | .364     | .481     | .846  |
| 1999       | CIN        | 127   | 409   | 373   | 63    | 112   | 30       | 2        | 14       | 188   | 56    | 3     | 1        | 0     | 4     | 30    | 1     | 2     | 71    | 11       | .300  | .352     | .504     | .856  |
| 2000       | CIN        | 152   | 593   | 548   | 68    | 166   | 37       | 6        | 18       | 269   | 88    | 0     | 3        | 1     | 5     | 36    | 6     | 3     | 80    | 16       | .303  | .346     | .491     | .837  |
| 2001       | CIN        | 142   | 586   | 540   | 68    | 163   | 28       | 3        | 21       | 260   | 69    | 8     | 5        | 1     | 3     | 37    | 10    | 5     | 77    | 22       | .302  | .350     | .481     | .832  |
| 2002       | DET        | 54    | 216   | 201   | 25    | 57    | 14       | 0        | 7        | 92    | 27    | 2     | 0        | 0     | 1     | 12    | 5     | 2     | 39    | 12       | .284  | .329     | .458     | .786  |
| 2003       | DET        | 155   | 635   | 562   | 78    | 167   | 34       | 7        | 29       | 302   | 85    | 2     | 1        | 0     | 4     | 58    | 16    | 11    | 130   | 16       | .297  | .372     | .537     | .909  |
| 2004       | DET        | 104   | 432   | 389   | 72    | 106   | 23       | 2        | 18       | 187   | 60    | 0     | 1        | 0     | 4     | 33    | 4     | 6     | 71    | 8        | .272  | .336     | .481     | .816  |
| 2005       | DET        | 126   | 509   | 469   | 61    | 127   | 25       | 3        | 21       | 221   | 72    | 1     | 0        | 0     | 1     | 29    | 7     | 9     | 100   | 16       | .271  | .325     | .471     | .796  |
| 2006       | DET        | 48    | 184   | 172   | 19    | 43    | 4        | 1        | 7        | 70    | 23    | 1     | 1        | 0     | 1     | 11    | 0     | 0     | 39    | 3        | .250  | .293     | .407     | .700  |
| 2007       | WSH        | 136   | 508   | 460   | 57    | 147   | 38       | 1        | 13       | 226   | 74    | 0     | 0        | 0     | 3     | 44    | 6     | 1     | 74    | 13       | .320  | .378     | .491     | .869  |
| 2008       | WSH        | 50    | 180   | 150   | 15    | 42    | 6        | 0        | 4        | 60    | 10    | 0     | 0        | 0     | 1     | 28    | 4     | 1     | 28    | 8        | .280  | .394     | .400     | .794  |
| 通算：13年 | 通算：13年 | 1364  | 5253  | 4762  | 648   | 1389  | 301      | 29       | 171      | 2261  | 683   | 25    | 22       | 3     | 35    | 407   | 66    | 45    | 871   | 150      | .292  | .351     | .475     | .826  |

### 獲得タイトル・記録・表彰
- MLBオールスターゲーム選出：2回 (2003年、2007年)
- カムバック賞 (2007年)

### 背番号
- 24 (1996年 - 1997年)
- 25 (1998年 - 2001年、2003年 - 2006年)
- 26 (2002年)
- 21 (2007年 - 2008年)